# Sixt-sur-Aff
Sixt-sur-Aff (bret. Seizh) – miejscowość i gmina we Francji, w regionie Bretania, w departamencie Ille-et-Vilaine.
Według danych na rok 1990 gminę zamieszkiwało 1885 osób, a gęstość zaludnienia wynosiła 44 osoby/km² (wśród 1269 gmin Bretanii Sixt-sur-Aff plasuje się na 335. miejscu pod względem liczby ludności, natomiast pod względem powierzchni na miejscu 112.).